# Kamera przemysłowa

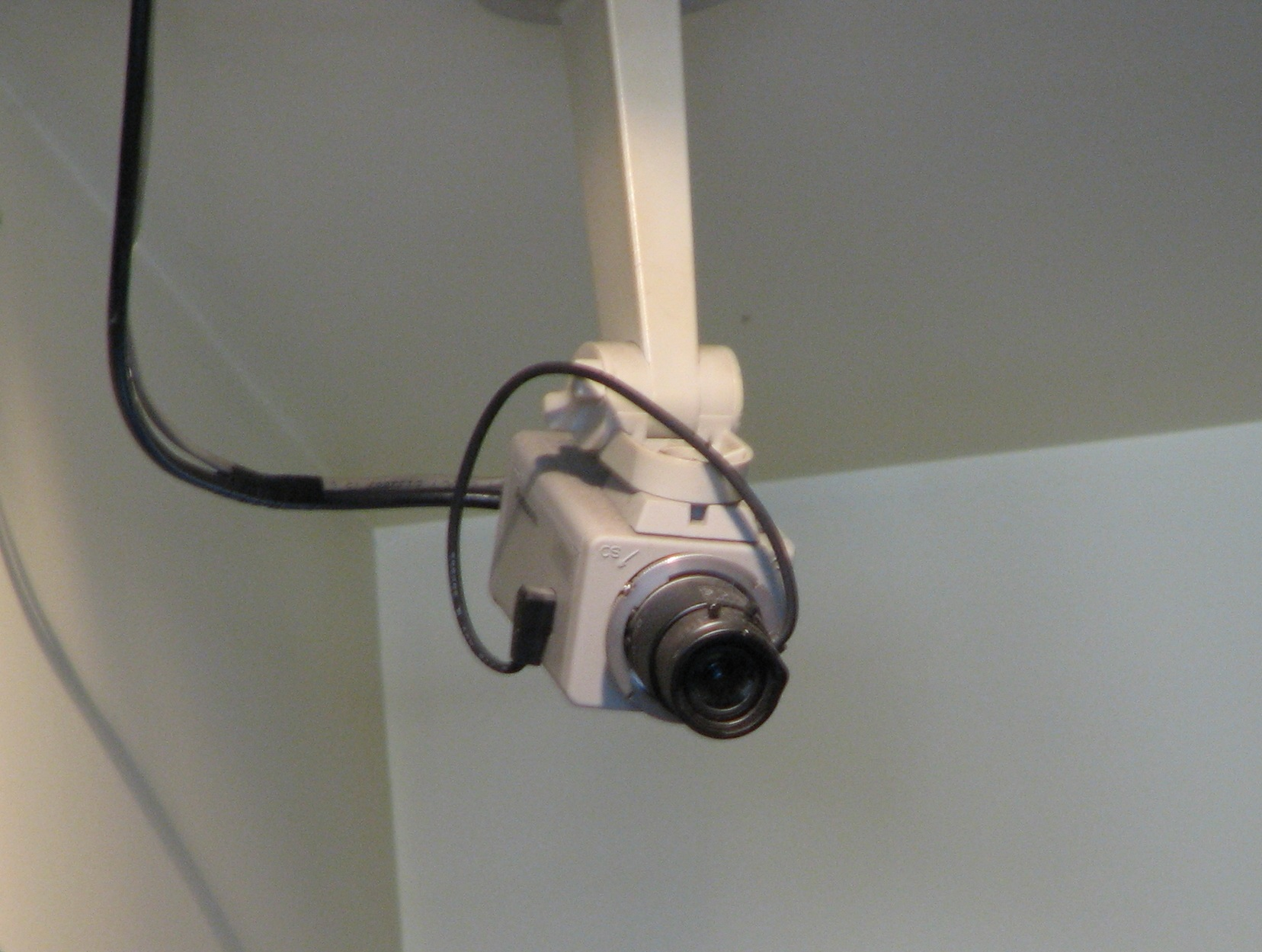
Przykładowa kamera stosowana w telewizji przemysłowej

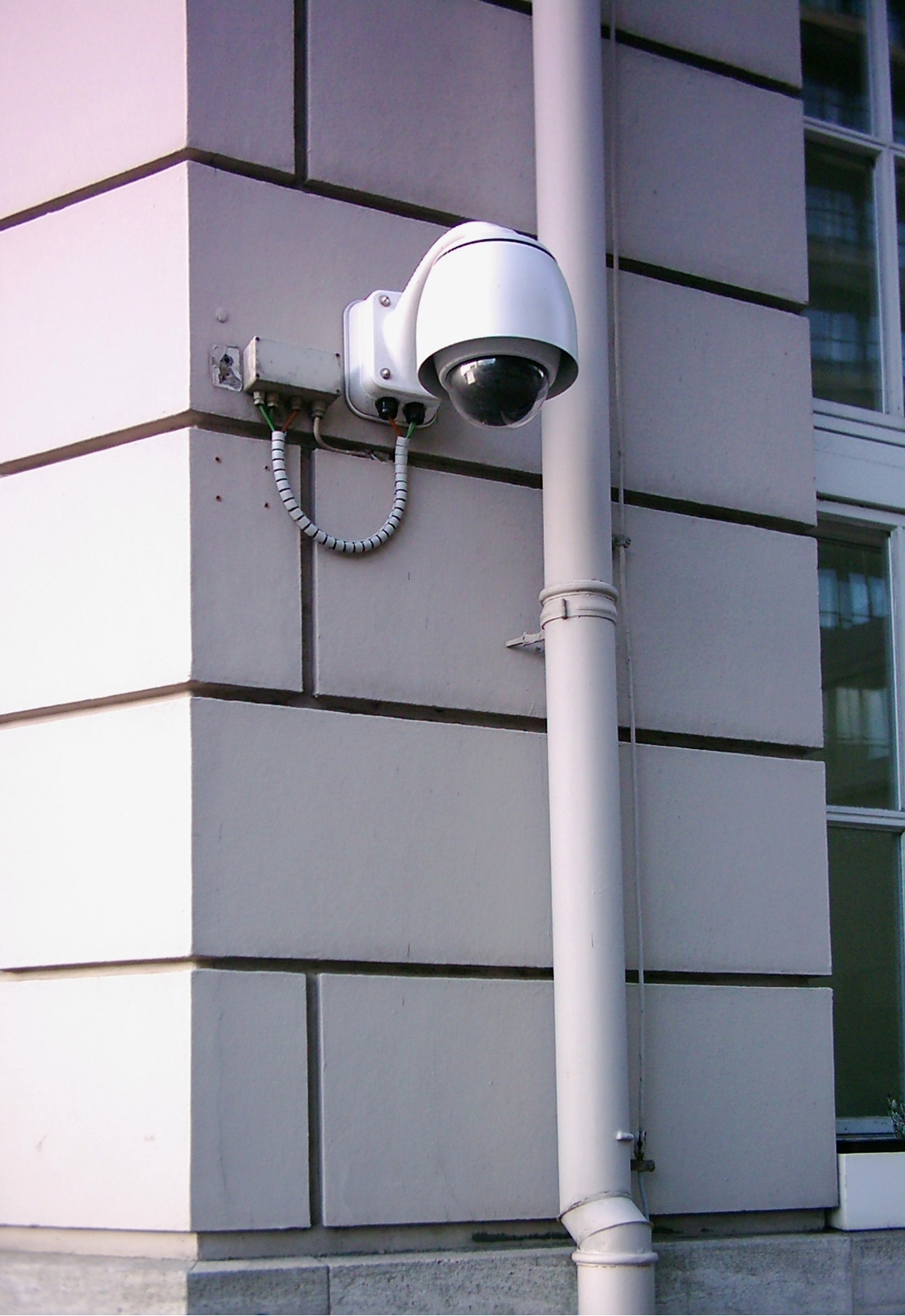
Kamera PTZ do monitoringu zewnętrznego, stosowana również przez policję do obserwacji niebezpiecznych dzielnic

Kamera przemysłowa – kamera stosowana w systemach monitoringu (np. CCTV), w celu zapewnienia bezpieczeństwa w obiektach wymagających ochrony, np. bankach, sklepach, stacjach benzynowych itp. Zainstalowanie kamer monitorujących stwarza większe prawdopodobieństwo schwytania włamywacza lub napastnika w wyniku uwiecznienia jego wizerunku.

## Budowa
Kamera przemysłowa składa się z:
- przetwornika, który przekształca obraz obiektu na sygnał elektryczny;
- obiektywu;
- zestawu urządzeń elektronicznych, które dokonują obróbki sygnału elektrycznego.

Podstawą do osiągnięcia dobrej jakości obrazu jest dokładność wykonania przetwornika oraz jakość i prawidłowy dobór obiektywu. Automatyka kamery może skorygować sygnał tylko w pewnych granicach, dlatego należy traktować ją raczej jako użyteczne uzupełnienie.
W kamerach (nie tylko przemysłowych) obecnie stosuje się przetworniki wykonywane w następujących technologiach:
- CCD (ang. Charged Coupled Device) – to przetwornik oparty na zasadzie gromadzenia na sensorze ładunku pojawiającego się pod wpływem światła. Technologia wykonywania takich przetworników, choć opracowana jako pierwsza, jest droga i dostępna tylko nielicznym firmom.
- CMOS (ang. Complementary Metal Oxide Semiconductor) – to przetwornik produkowany w oparciu o technologię wytwarzania układów scalonych, gdzie światło steruje bramką tranzystora będącego pojedynczym sensorem. Technologia ta jest tania, dostępna wielu firmom, pozwala na rewolucję cenową, ponieważ do tej pory przetwornik zawierał w sobie ok. 40% kosztów układu elektronicznego kamery.

Jednym z elementów oceny jakości przetwornika jest ilość elementów światłoczułych – pikseli. Proste kamery posiadają 320.000 punktów (pikseli), natomiast kamery wyższej klasy nawet 5 milionów. Kamery o ilości pikseli powyżej miliona nazywane są megapikselowymi.
Kamery przemysłowe, ze względu na docelowe miejsce pracy, można podzielić na:
- zewnętrzne – w specjalnej obudowie z grzałką i oświetlaczem podczerwieni, poprawiającym jakość obrazu w nocy;
- wewnętrzne – kompaktowe lub przykryte specjalną szklaną kopułką (tzw. kopułkowe).

Ze względu na możliwość wykonywania ruchu kamery przemysłowe dzieli się na:
- kamery stacjonarne – pozwalające na obserwację tylko jednego obszaru;
- kamery obrotowe – posiadające wbudowaną głowicę, która umożliwia ruch kamery w poziomie i pionie, a także często opcję zoomu optycznego – nawet z kilkudziesięciokrotnym przybliżeniem;
- kamery tubowe – poruszające się na wózku, w specjalnie przygotowanym do tego celu tunelu.

## Historia i perspektywy rozwoju
W tradycyjnej technologii sygnał był w całości odczytywany z przetwornika, wzmacniany i dopiero poddawany dalszej obróbce. Przełom jakościowy w odbiorze sygnału z przetworników wprowadziła technologia DSP. W tego typu urządzeniach każdy element światłoczuły jest wyposażony we własny przetwornik analogowo-cyfrowy. Sygnał zostaje przetworzony na postać cyfrową na poziomie poszczególnych elementów światłoczułych – zmniejsza to zakłócenia i pozwala na sterowanie pracą poszczególnych elementów światłoczułych. Każdy piksel może być odczytywany tuż przed osiągnięciem stanu nasycenia, co redukuje możliwość prześwietlenia. W stosunku do tradycyjnych kamer, pojawiają się nowe możliwości, takie jak: detekcja ruchu, programowany backlight, zdalne sterowanie przez złącze RS-232, datownik, generator opisu czy menu ekranowe. Generalnie, takie kamery charakteryzują się lepszym kontrastem, często posiadają możliwość redukcji efektu rozmycia jasnych punktów obrazu (efekt taki występuje, kiedy obserwujemy obraz z punktami o bardzo dużej jasności, które są widziane wtedy jako smuga). W najbardziej rozbudowanych kamerach z DSP możliwa jest detekcja zmiany oświetlenia oraz elektroniczny zoom.
Obecnie rozwój przetworników CMOS następuje poprzez:
- zmniejszanie elementów mikrotranzystorowych;
- wyposażanie ich w mikrosoczewki, własne wzmacniacze sygnału APS (ang. Active Pixel Sensor) i własne przetworniki analogowo-cyfrowe.

W niedalekiej przyszłości należy się spodziewać takiego dopracowania tej technologii, że stanie się ona podstawą w budowie kamer i aparatów cyfrowych – mimo że obecnie kojarzona jest ze sprzętem niższej jakości.
Inną, mającą perspektywy rozwoju, technologią digitalizacji na poziomie elementów światłoczułych jest MOSAD (ang. Multiplexed Oversample Analog to Digital Conversion)